# Моршнево (Дмитриевский район)
Моршнево — деревня в Дмитриевском районе Курской области России. Входит в состав Дерюгинского сельсовета.

## География
Деревня находится в северо-западной части Курской области, в лесостепной зоне, в пределах Среднерусской возвышенности, на правом берегу реки Свапы, вблизи места впадения в неё реки Осмони, на расстоянии примерно 8 километров (по прямой) к северо-востоку от города Дмитриева, административного центра района. Абсолютная высота — 159 метров над уровнем моря.
Климат
Климат характеризуется как умеренно континентальный. Среднегодовая температура — 5,1 °C. Абсолютный минимум температуры воздуха самого холодного месяца (января) составляет −37 °C; абсолютный максимум самого тёплого месяца (июля) — 40 °C. Безморозный период длится около 144 дней в году. Среднегодовое количество атмосферных осадков составляет 572 мм. Снежный покров держится в среднем 106—121 дней в году.
Часовой пояс
Деревня Моршнево, как и вся Курская область, находится в часовой зоне МСК (московское время). Смещение применяемого времени относительно UTC составляет +3:00.

## Население
| 2002 | 2010 |
| ---- | ---- |
| 286  | ↘136 |

Половой состав
По данным Всероссийской переписи населения 2010 года в половой структуре населения мужчины составляли 39 %, женщины — соответственно 61 %.
Национальный состав
Согласно результатам переписи 2002 года, в национальной структуре населения русские составляли 99 % из 286 чел.